# W.A.S.P. (album)
A W.A.S.P. a W.A.S.P. együttes bemutatkozó albuma, amely 1984-ben jelent meg. Több híres dal is született erről a lemezről. Ilyen például a Love Machine. Az album 1998-as újrakiadásán megtalálható a Fuck Like a Beast című dal is, amely az együttes 1982-es demójának a címadó felvétele is egyben. Ez a dal szintén híres. Az I Wanna Be Somebody szerzemény, a VH1 televíziós csatorna 100 legnagyobb hard rock dalának listáján a 86. helyezést érte el.

## Tartalma
- Az összes dal Blackie Lawless szerzeménye, a kivételek külön feltüntetve.

1. I Wanna Be Somebody – 3:43
2. Love Machine – 3:51
3. The Flame (Lawless/Holmes/J. Marquez) – 3:41
4. B.A.D. – 3:56
5. School Daze – 3:35
6. Hellion – 3:39
7. Sleeping (In the Fire) – 3:55
8. On Your Knees – 3:48
9. Tormentor (Lawless/Tormentor) – 4:10
10. The Tortune Never Stops – 3:56
11. Animal (Fuck Like a Beast) – 3:06 *
12. Show No Mercy – 3:38 *
13. Paint It Black (Rolling Stones) – 3:27 *

a csillaggal jelölt felvételek, csak az 1998-as újrakiadáson szerepelnek